# Distrito de Pilsen-ciudad
El distrito de Pilsen-ciudad (en checo: Okres Plzeň-město) es uno de los siete distritos que forman la región de Pilsen, República Checa, con una población estimada a principio del año 2018 de 189 747 habitantes. 
Se encuentra ubicado al oeste del país, al oeste de Praga, cerca de la frontera con Alemania. Su capital es la ciudad de Pilsen.

## Localidades (población año 2018)
- Chrást 1881
- Chválenice 727
- Dýšina 1844
- Kyšice 974
- Letkov 672
- Lhůta 179
- Losiná 1329
- Mokrouše 269
- Nezbavětice 217
- Nezvěstice 1458
- Pilsen 170 936
- Šťáhlavy 2639
- Starý Plzenec 5050
- Štěnovický 994